# مادام دو باری (فیلم ۱۹۱۷)
مادام دو باری (انگلیسی: Madame Du Barry) یک فیلم به کارگردانی جی. گوردون ادواردز است که در سال ۱۹۱۷ منتشر شد. از بازیگران آن می‌توان به ثیدا بارا، چارلز کلاری، جنویو بلین و ویلارد لوئیس اشاره کرد.